# Puken Tobi Wangi Bao
Puken Tobi Wangi Bao is een bestuurslaag in het regentschap Flores Timur van de provincie Oost-Nusa Tenggara, Indonesië. Puken Tobi Wangi Bao telt 6873 inwoners (volkstelling 2010).